# Elektrolokomotivfabrik Nowotscherkassk
Die Elektrolokomotivenfabrik Nowotscherkassk (Russisch: ООО „Производственная компания ‚Новочеркасский электровозостроительный завод‘“, Russisch abgekürzt: НЭВЗ oder ПК НЭВЗ, wörtliche Bedeutung: GmbH Produktionsfirma Nowotscherkassker Elektrolokomotivbau Werk, abgekürzt NEVZ oder PK NEVZ) ist ein 1946 aus der Dampflokomotivfabrik Nowotscherkassk (Russisch: Новочеркасский паровозостроительный завод) hervorgegangenes Unternehmen zum Bau von Elektrolokomotiven für den Güterzug- und Schnellzugverkehr auf Haupt- und Industriebahnen in Russland. Der Unternehmenssitz ist in Nowotscherkassk in der Oblast Rostow. NEVZ gehört seit 2004 zu Transmashholding und ging 2010 eine strategische Partnerschaft mit Alstom ein.
Die Elektrolokomotivenfabrik Nowotscherkassk war eine der größten Lokomotivfabriken im Gebiet der ehemaligen Sowjetunion. Sie hat bis 2011 mehr als 16 000 Lokomotiven in 65 verschiedenen Bauarten hergestellt. Der Güterverkehr auf den elektrifizierten Strecken der Russischen Eisenbahnen und der Bahnen der übrigen GUS-Staaten wird zu 80 % mit Lokomotiven aus der Elektrolokomotivenfabrik Nowotscherkassk abgewickelt.

## Geschichte
Die erste kleine Serien elektrischer Lokomotiven für die Sowjetunion wurde durch die Moskauer Elektromaschinenfabrik Dynamo (Russisch: московский электромашиностроительный завод «Динамо») in Zusammenarbeit mit der Lokomotivfabrik Kolomna gebaut. Erst 1946 wurde der Bau von Elektrolokomotiven in Nowotscherkassk konzentriert, indem die Dampflokomotivenfabrik Nowotscherkassk in die Elektrolokomotivenfabrik Nowotscherkassk umgewandelt wurde. Der sowjeteigene Bau von Elektrolokomotiven erhielt dadurch einen starken Schub und ließ das Werk bald zu einer der bedeutendsten Lokomotivfabriken der Welt werden.

### Dampflokomotivfabrik Nowotscherkassk NPZ (1932 bis 1938)

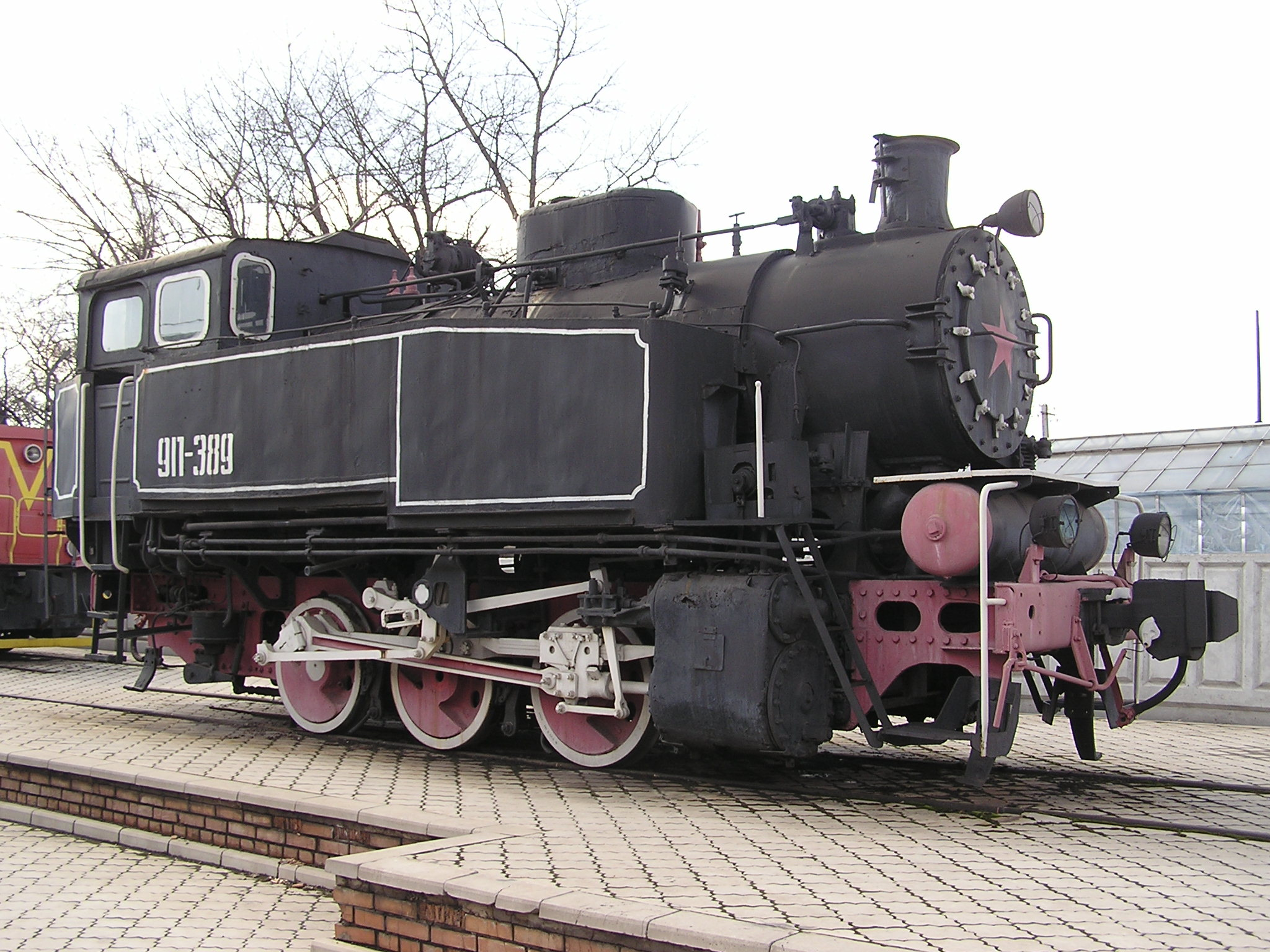
Tenderlokomotive 9П

Das Werk in Nowotscherkassk wurde als Dampflokomotivenfabrik gebaut. Im Februar 1932 bewilligte die Regierung den Bau der Werksanlagen zehn Kilometer außerhalb der Stadt, in der Nähe des Weilers Janovo. Der Bau des Werkes gestaltete sich schwierig, weil keine Unterkünfte und keine Transportmöglichkeit für die Arbeiter bestand, obwohl es sich um eines der größten Bauprojekte in der noch jungen Sowjetunion handelte. 1934 wurden die ersten beiden fünfstöckigen Häuser der Werkssiedlung der Dampflok-Erbauer (Russisch: Паровозостроителей), später Sotsgorod errichtet. Die Fabrik war 1936 fertiggestellt und umfasste Produktionshalle, Gussmodellbau-Werkstatt, Gießerei-Halle, Schmiederei, Verwaltungsgebäude und Nebengebäude.
Am 1. Mai 1936 verließen die ersten in Nowotscherkassk gebauten Lokomotiven das Werk. Es war eine Serie von drei schmalspurigen Industriedampflokomotiven der Baureihe 159 mit der Achsfolge D. Bis 1937 hatte das Werk bereits 70 dieser Lokomotiven hergestellt. Es begann die Entwicklung der Dreikuppler-Tenderlok der 9П für den Einsatz auf dem Breitspurnetz und der Bau von Kranen für den Torfabbau.

### Werk S. M. Budjonny (1938 bis 1946)

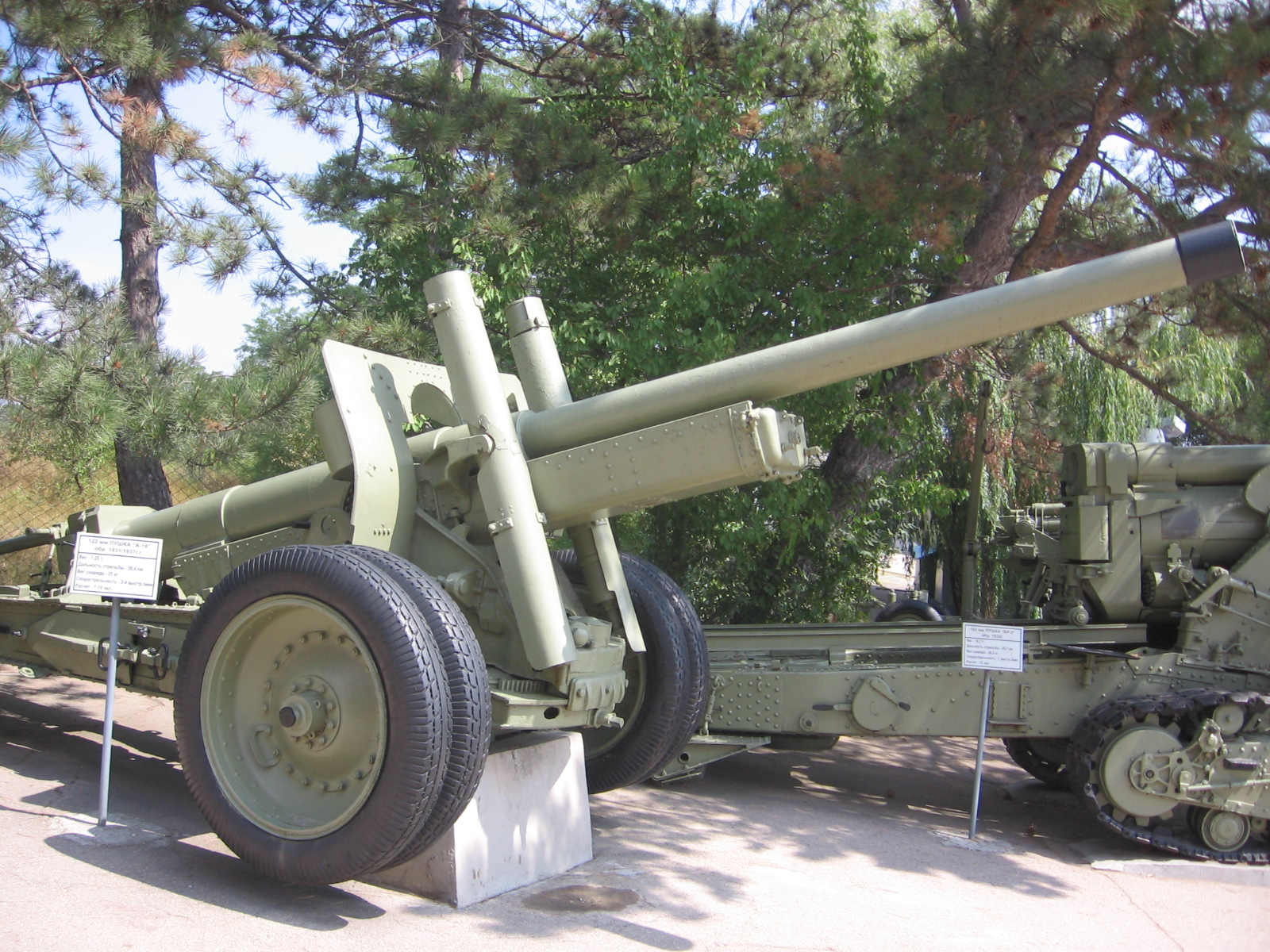
122-mm-Kanone M1931/37 (A-19)

1938 oder 1939 wurde das Werk dem Volkskommissariat für Bewaffnung unterstellt und fortan nach dem Marschall Semjon Budjonny als Werk S. M. Budjonny (Завод им. С. М. Будённого) bezeichnet. Die administrative Bezeichnung dabei war Werk Nr. 352 (russ. Завод №352). Bis 1940 war die Fabrik in der Lage, 122-mm-Kanonen M1931/37 (A-19)  und  107-mm-Divisionskanonen M1940 (M-60) herzustellen. Die Geschützproduktion in Nowotscherkassk ging bis Herbst 1941, danach wurde der Maschinenpark und Mitarbeiter in den Ural nach Wotkinsk evakuiert, wo sie fortan Flugzeuge und Haubitzen herstellten sowie Panzer reparierten. Während der deutschen Besetzung wurde die Fabrik in Nowotscherkassk vollständig zerstört.

### Elektrolokomotivfabrik Nowotscherkassk NEVZ (ab 1946)

#### 1946 bis 1960

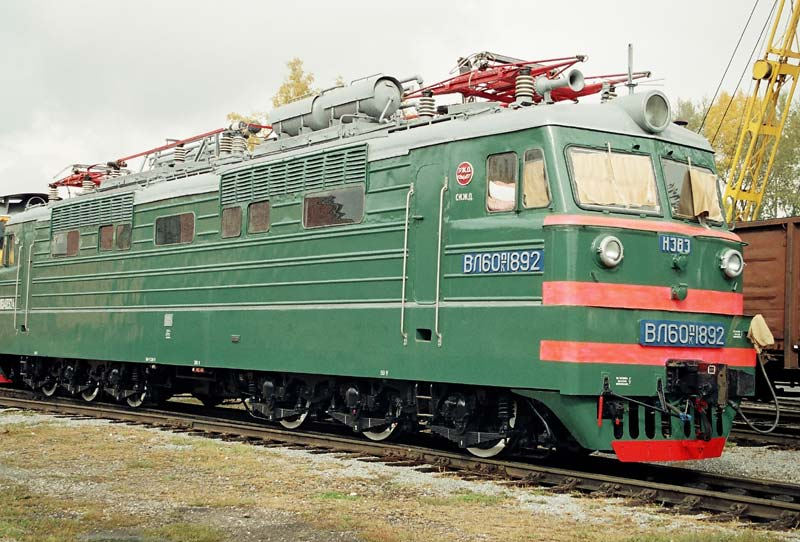
ВЛ60^{ПК}

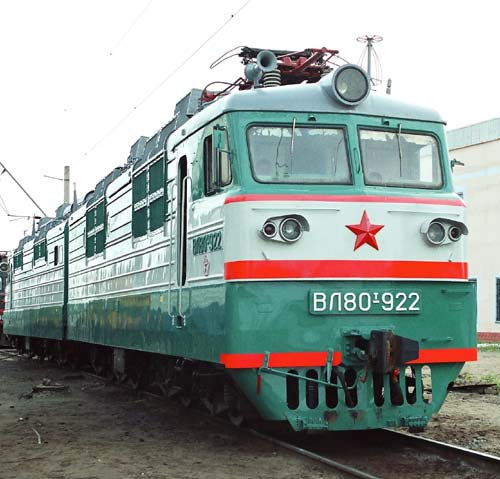
Güterzuglok ВЛ80^{Т}

Nach der Rückeroberung von Nowotscherkassk durch die Rote Armee 1943 begann der Wiederaufbau des Werks, das nach der Entscheidung der sowjetischen Regierung vom 6. November 1946 dem Ministerium der Elektroindustrie unterstellt wurde und fortan als Elektrolokomotivfabrik Nowotscherkassk firmierte. Seine Aufgabe war die Fertigung von elektrischen Lokomotiven für die Sowjetunion.
Das Werk begann mit Unterstützung des Kolomna-Werkes und der Moskauer Elektromaschinenfabrik Dynamo sechsachsige Gleichstromlokomotiven der Baureihe ВЛ22м zu produzieren. Die erste Lokomotive verließ am 7. März 1947 das Werk, die Serienfertigung begann im Jahr 1948. Diese Lokomotiven genügten bald nicht mehr den Ansprüchen des stetig ansteigenden Güterverkehrs, weshalb die neue, leistungsfähigerere Baureihe ВЛ8 entwickelt wurde: eine achtachsige Gleichstrom-Doppellokomotive, deren Prototyp 1953 fertiggestellt wurde. Nach einer Vorserie von sieben Stück im Jahre 1955 folgte die Serienfertigung ab 1956. Im selben Jahr verließ die Lokomotive ВЛ8-009 als tausendste Lokomotive das Werk. Die Produktion dieser Baureihe endete 1963.
Neben der weiterlaufenden Fertigung von Gleichstromlokomotiven begann das Werk in den 1950er Jahren mit der Entwicklung von Wechselstromlokomotiven. 1954 verließ die erste sechsachsige Lokomotive der Baureihe HO (Abkürzung für Новочеркасский Однофазный, deutsch Nowotscherkassker Einphasen(wechselstromlokomotive) ), die später die Reihenbezeichnung ВЛ61 erhielt. Die mit dieser Baureihe gesammelte Erfahrungen flossen in die 1957 entwickelten Lokomotiven der Baureihe Н60, später ВЛ60 ein.
Neben den elektrischen Lokomotiven für Hauptbahnen wurden auch mehrere hundert Industrielokomotiven gefertigt, die auch nach Indien, Bulgarien, Korea und anderen Ländern exportiert wurden.
1958 folgte die Gründung des Allrussischen wissenschaftlichen Forschungs- und Entwicklungsinstitutes für Elektrolokomotiven (russisch: Всероссийский научно-исследовательский и проектно-конструкторский институт электровозостроения, abgekürzt ВЭлНИИ, abgekürzt in Deutsch VELNII) mit Sitz in Nowotscherkassk. Das Institut entwickelte fortan die neuen Elektrolokomotiven und erstellte die Fertigungsunterlagen für deren Produktion durch NEVZ.

#### 1960 bis 1980

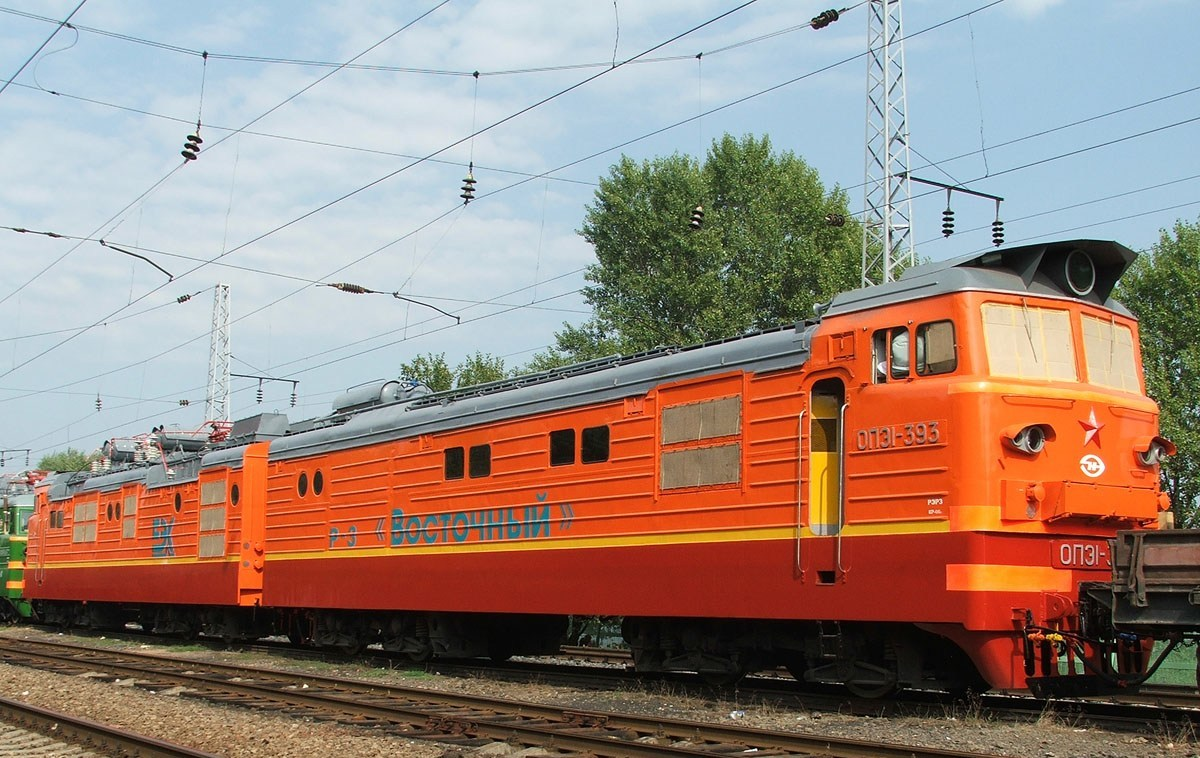
Tagebaulokomotive ОПЭ1

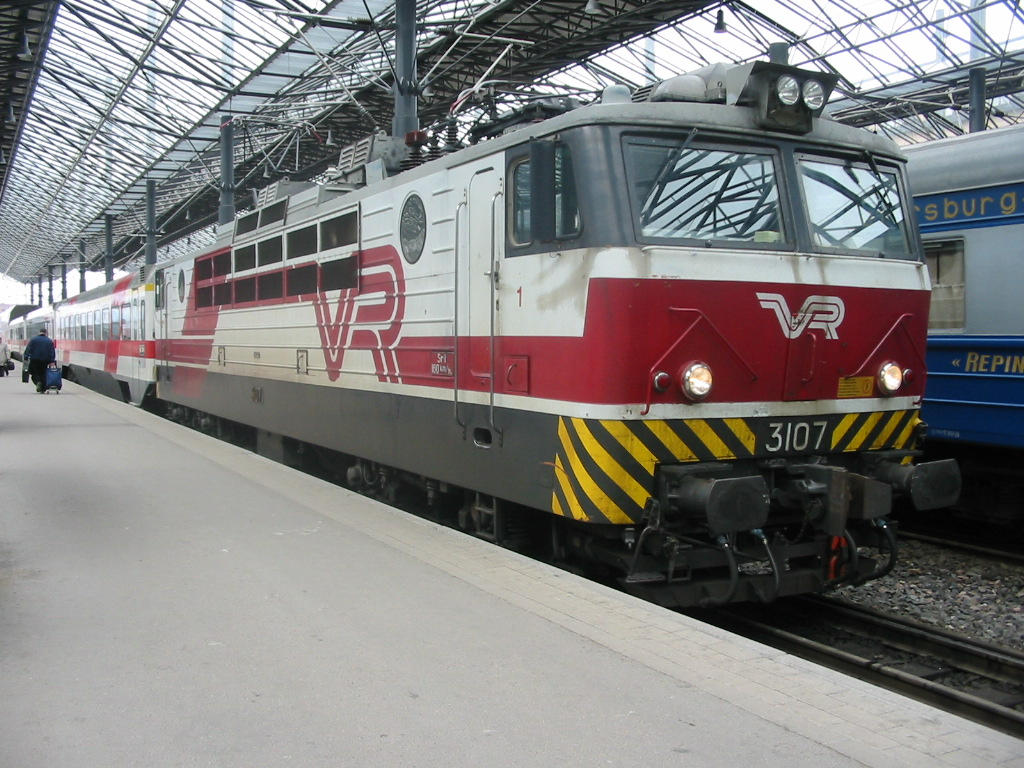
Elektrolokomotive Sr1

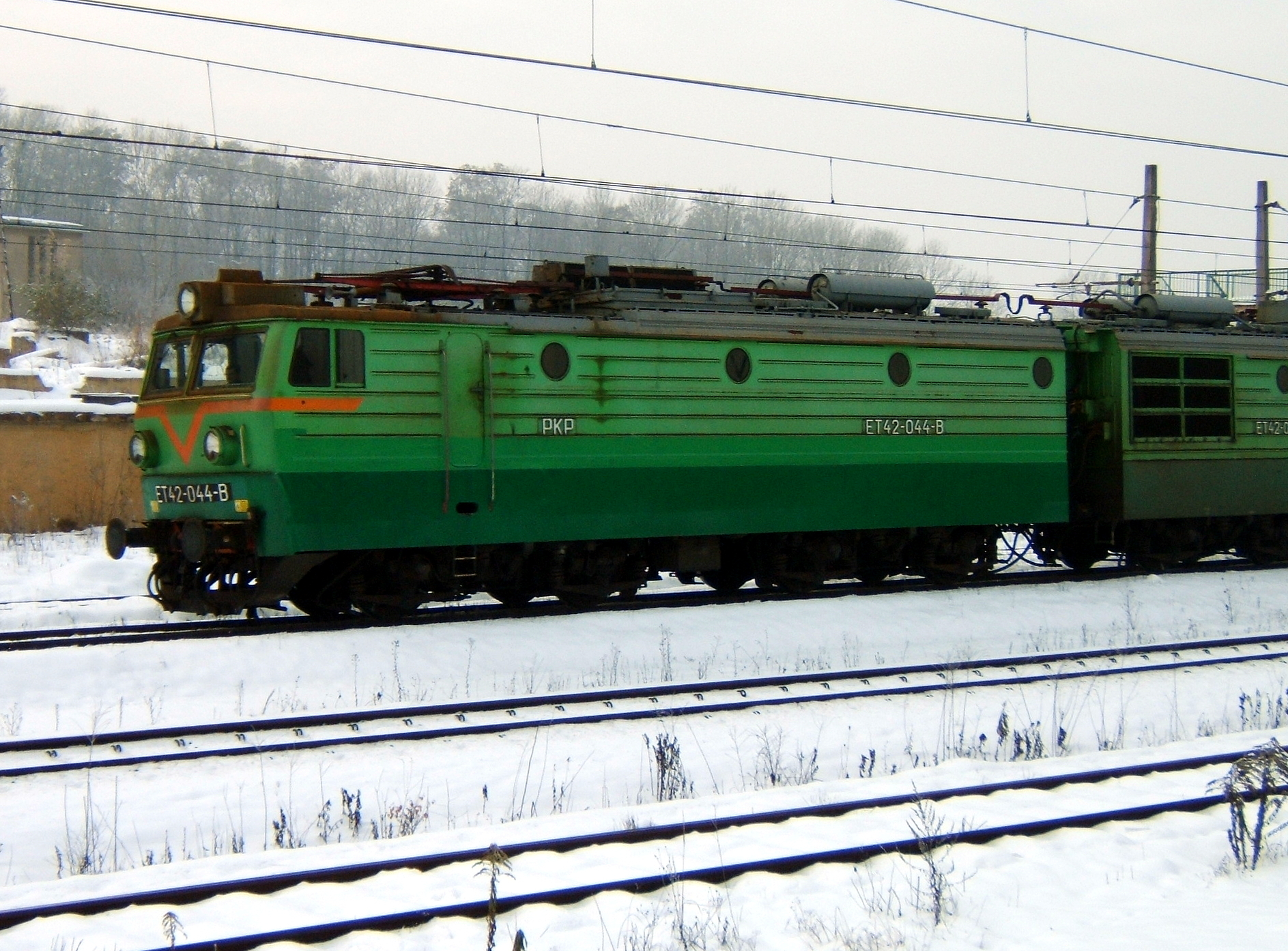
Elektrolokomotive ET42

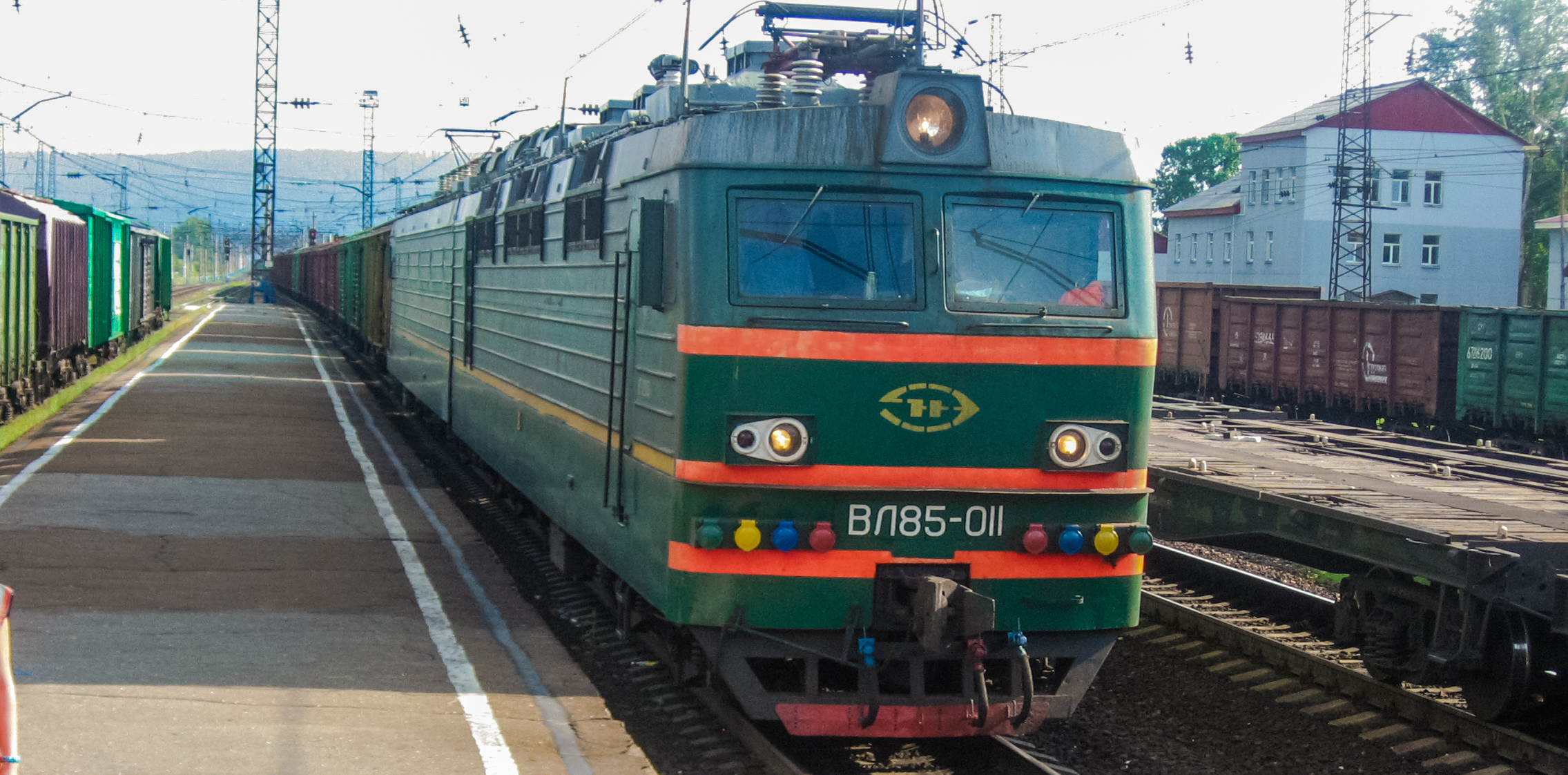
Elektrolokomotive ВЛ85

Zwischen 1961 und 1975 baute NEVZ die folgenden von VELNII entwickelten Lokomotiven:
- ВЛ60К: verbesserte Variante der Baureihe ВЛ60 mit Siliziumgleichrichter
- ВЛ60ПК: Variante der Baureihe ВЛ60к für Reisezüge
- ВЛ80К: achtachsige Doppellokomotive für Güterzüge
- ВЛ80Т: verbesserte ВЛ80кmit elektrischer Bremse
- ВЛ80Р: Variante der ВЛ80 mit Gleichstromsteller statt Gleichrichter
- ВЛ82: Zweisystemvariante der ВЛ80 für 3 kV Gleich- und 25 kV Wechselspannung
- ВЛ82M: verbesserte Version der ВЛ82

Neben den oben genannten Baureihen, die in Serie gefertigt wurden, arbeitete VELNII an folgenden Baureihen, welche die Serienreife nicht erreichten:
- ВЛ80А: Variante der ВЛ80 mit Asynchronmotoren
- ВЛ86ф: sechsachsige Doppellokomotive mit Asynchronmotoren entwickelt in Zusammenarbeit mit ABB Strömberg
- ВЛ80Б: Variante der ВЛ80 mit bürstenlosen Gleichstromfahrmotoren
- ВЛ80БР: Variante der ВЛ80б mit Rekuperationsbremse
- ВЛ81: Variante der ВЛ80 mit vollabgefederten Fahrmotoren und Tiefzuganlenkung der Drehgestelle
- ВЛ84: aus der ВЛ81 entwickelte achtachsige Doppellokomotive, die die ВЛ80 ablösen sollte.

Vom 1. bis 2. Juni 1962 streikten die Arbeiter des Werkes wegen Erhöhung der Lebensmittelpreise und Lohnkürzungen. Der Arbeiteraufstand wurde durch Panzer und Scharfschützen niedergeschlagen. Nach angezweifelten offiziellen Angaben kamen 26 Personen ums Leben. Das Ereignis ging als Aufstand in Nowotscherkassk in die Geschichte ein und gilt als einer der größten Arbeiteraufstände während der Zeit der Sowjetunion.
1969 wurden die Fertigung der Tagebaulokomotiven der Reihe ОПЭ1 aufgenommen, 1971 folgte die Fertigung von elektrischen Gruben- und Werkbahnlokomotiven КН-10.
Ab 1973 lieferte NEVZ 110 Lokomotiven der Reihe Sr1 an die finnische Staatsbahn VR. Ab 1978 wurden für die polnische Staatsbahn PKP Lokomotiven der Baureihe ET42 gebaut, die aus der Reihe ВЛ10 abgeleitet wurden.
Nach 1978 wurde die Produktion merklich gesteigert. Das Ziel war bis 1985, den Ausstoß auf 470 Doppellokomotiven pro Jahr zu erhöhen. In einer zweiten Phase war geplant, eine 30 km lange Teststrecke für Lokomotiven zu bauen, die die bestehende, acht Kilometer lange Strecke ersetzen sollte. Diese Planung wurde nie realisiert. Weiter sollte die Fertigung von Elektrogeräten und Radsätzen aufgenommen werden.

#### 1980 bis 1995
1983 baute NEVZ die ersten beiden Prototypen der zwölfachsigen Doppellokomotive der Baureihe ВЛ85, die später in Serie gebaut wurde. Als Beispiel für die Produktion der 1980er Jahre sind hier die Zahlen aus dem Jahr 1983 angeführt. Es verließen in diesem Jahr insgesamt 677 vierachsige Lokomotivsektionen oder Lokomotiven sowie die mechanischen Teile für 280 weitere Sektionen die Lokomotivenfabrik Nowotscherkassk. Sie gehörten zu den folgenden Baureihen:
- 272 Lokomotiven der Reihe ВЛ80P
- 36 Lokomotiven der Reihe ВЛ80C, einer verbesserten Version der ВЛ80 mit Vielfachsteuerung für mehrere Einheiten
- 5 Lokomotiven der Reihe Sr1 für die finnische Staatsbahn
- 2 Lokomotiven der Reihe ВЛ85
- 26 Tagebaulokomotiven der Reihe ОПЭ-1
- Wagenkästen und Drehgestelle für die Fertigung von 140 Lokomotiven der Reihe ВЛ10 in der Elektrolokomotivenfabrik Tiflis

Als Beispiel für die umfangreichen Sozialeinrichtungen des Werkes in den 1980er Jahren sei der Zustand im Jahre 1984 genannt. Das Werk betrieb ein eigenes Krankenhaus. Im Werksgelände gab es mehrere Sanitätsstationen, zwölf Kinderkrippen, neun Betriebskantinen, fünf Cafés und 27 Schnellimbisse. Weiter betrieb NEVZ den Kulturpalast, das Lichtspieltheater, je eine Bibliothek für technische Literatur und Belletristik, drei Sporthallen und ein Sportstadion.
Von 1987 bis 1990 fertigte das Werk 100 Lokomotiven der Baureihe 8G für die Chinesische Eisenbahn. Das Werk erhielt den Leninorden verliehen.
Anfang der 1990er Jahre wurden Lokomotiven der Baureihen ВЛ10У, ВЛ80, ВЛ85 und ВЛ65 gefertigt.

#### 1995 bis 2004
1995 wurde das Werk privatisiert und firmierte unter OAO „Научно-производственное объединение ‚Новочеркасский электровозостроительный завод‘“ mit der wörtliche Bedeutung Offene Aktiengesellschaft „Forschungs- und Produktionsfirma ›Nowotscherkassker Elektrolokomotivbau Werk‹“. Das Werk erhielt keine Aufträge mehr und war praktisch insolvent. In kleinen Serien wurden Lokomotiven der Baureihen ВЛ65 und später ЭП1 weitergebaut. Die Neuentwicklung ЭП200 kam nicht über das Versuchsstadium hinaus und von der zusammen mit ABB Daimler Benz Transportation (Schweiz) entwickelten sechsachsigen Zweisystemlokomotive ЭП10 für Reisezüge wurden nur 12 Stück gebaut. Der Einstieg in die Fertigung von elektrischen Ausrüstungen für Triebzüge der Maschinenfabrik Demichowo war erfolglos. Die Zusammenarbeit mit der Elektromotorenfabrik Sibstanko aus Nowosibirsk (russisch: Сибстанкоэлектропривод) war nicht erfolgreich und die Züge der Baureihe ЭД4М1 waren unzuverlässig, so dass der Bau der elektrischen Ausrüstung wieder an den Elektromaschinenbau Riga in Lettland vergeben wurde, der die Ausrüstungen bereits zu den Zeiten der Sowjetunion geliefert hatte. 1998 lieferte NEVZ lediglich die Führertische für vom Waggonbau Torschok gefertigten Züge der ЭТ2М.

#### Ab 2004 bis heute
2004 wurde NEVZ in die Transmashholding eingegliedert. Im selben Jahr begann die Fertigung der Wechselstromlokomotiven Э5К Ермак (deutsch: E5K Jermak), eine Nachfolgebauart der ВЛ60. Der Umsatz erreichte im Jahr 2005 4,9 Milliarden Rubel, der Gewinn 380,2 Millionen Rubel. Eine kleine Serie ЭП10 wurde gebaut. Die Э5К wurde fortan auch als Doppellokomotive 2Э5К gefertigt, die als Ablösung der ВЛ80 dient. 2006 wurden wieder 156 Lokomotiven abgeliefert und das Sortiment durch eine führerstandslose Mittelsektion aus der Э5К-Familie ergänzt, welche die 2Э5К zur dreiteiligen 3Э5К erweitert. 2008 wurden für 14,8 Milliarden Rubel Lokomotiven verkauft, was einer anderthalbfachen Steigerung gegenüber dem Vorjahr entspricht. Im selben Jahr wurde die Produktion der Gleichstromlokomotive 2ЭС4К Дончак (deutsch: 2ES4K Dontschak) aufgenommen, welche die ВЛ10У ablöst.
In 2007 plante das Werk, bis 2015 von zwölf verschiedener Reisezug- und Güterzugbaureihen 600 Sektionen zu fertigen, darunter die neuen Baureihen Э3, 2ЭС5 und 2ЭС4А mit Asynchronfahrmotoren. 2010 ging Transmashholding eine strategische Partnerschaft mit Alstom ein, welche fortan die elektrischen Komponenten für die Lokomotiven entwickelt. Die ersten zusammen mit Alstom entwickelten Lokomotiven waren die 2011 vorgestellte 2ЭС5, von der zwischen 2012 und 2015 vier Lokomotiven gebaut wurden, sowie die sechsachsige Zweisystemlokomotive ЭП20 für den Reisezugverkehr. Bis 2020 sollten 200 Güterzuglokomotiven ausgeliefert werden. Im Juni 2013 wurde angekündigt, dass auf der Basis der ЭП20 eine Güterzugvariante als 2ЭС20 gefertigt werden soll. Der erste Prototyp sollte im März 2014 vorgestellt werden.
Aufgrund der schwierigen wirtschaftlichen Lage stellte die NEVZ die Arbeit Ende Januar 2015 ein. Parallel dazu wurden Kürzungen vorgenommen. Den Mitarbeitern wurde mitgeteilt, dass das Werk im März 2015 schließen werde. Das Werk setzte jedoch seine Arbeit fort. So genehmigte der Expertenrat des Fonds für industrielle Entwicklung im Juli 2015 die Zuweisung eines Darlehens an das Werk in Höhe von 106,8 Mio. Rubel (mit Gesamtprojektkosten von 152,8 Mio. Rubel) für die Entwicklung der Produktion von Traktionselektromotoren (TED) für Diesellokomotiven. Der Start einer neuen Produktion im Rahmen des Projekts wird es ermöglichen, die vom Unternehmen in Kharkov (Ukraine) gelieferten Motoren durch russische zu ersetzen.
2018 gelang die Entwicklung einer neuen elektrischen Lokomotive 2ЭС5С, die schon 2019 durch die 3ЭС5С ergänzt wurde. Beide Bauarten erhielten 2020 die Konformitätsbescheinigung der Eurasischen Wirtschaftsunion. Sie basieren auf der elektrischen Ausrüstung der 2ЭС5 und der Mechanik der Э5К.

## Baureihen (Auswahl)
| Lokomotive                           | Baureihe | 2012 | 2013 |        |
| ------------------------------------ | -------- | ---- | ---- | ------ |
| Wechselstromlokomotive für Reisezüge | ЭП1M     | 49   | 13   |        |
| Zweisystem-Lokomotive für Reisezüge  | ЭП20     | 7    | 4    |        |
| Wechselstromlokomotive für Güterzüge | 3ЭС5К    | 106  | 21   |        |
| Gleichstromlokomotive für Güterzüge  | 2ЭС4К    | 44   | 23   |        |
| Wechselstromlokomotive für Güterzüge | 2ЭС5     | 1    |      | [ 12 ] |
| Industrielokomotive                  | НПМ2     |      |      | [ 13 ] |
| Tagebaulokomotive mit Motorkippwagen | НП1      | 1    |      | [ 14 ] |

## Weitere Bilder

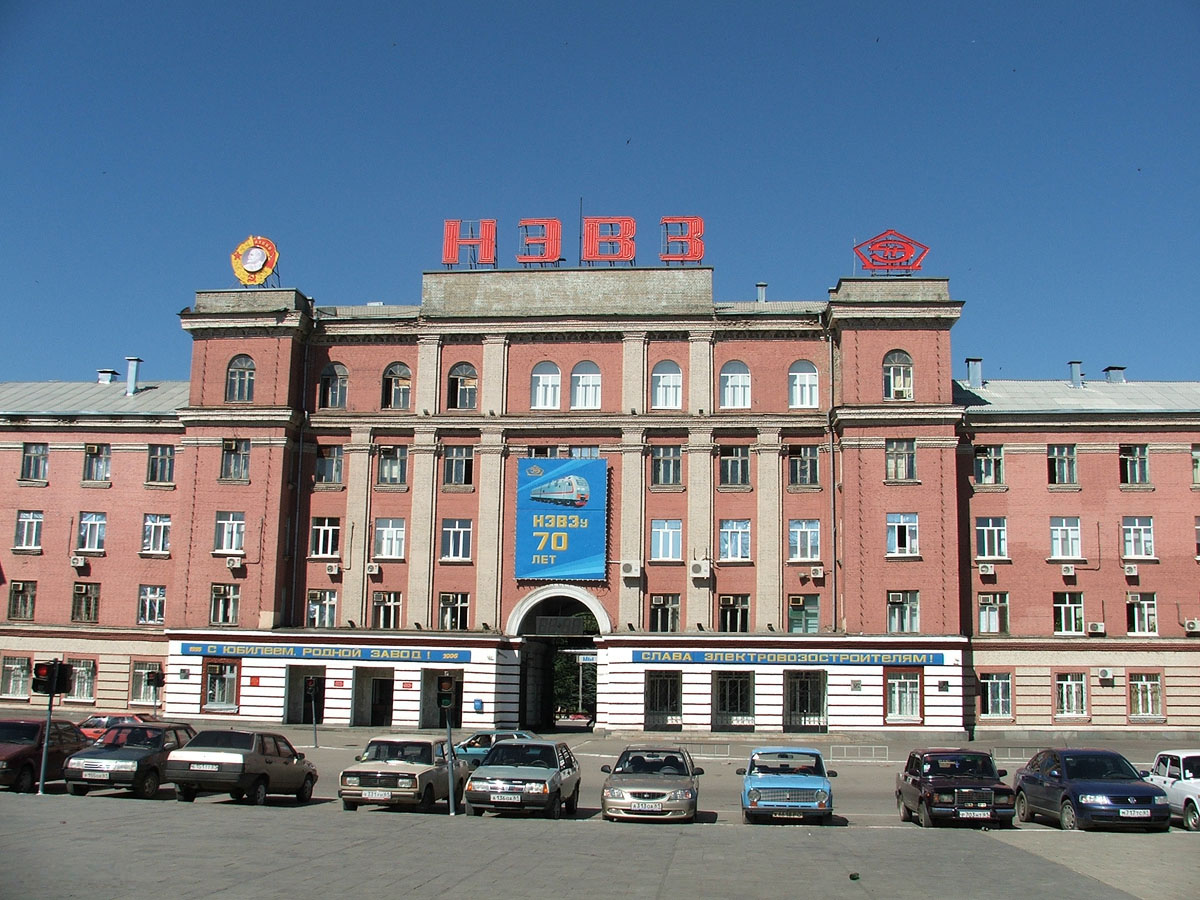
Verwaltungsgebäude NEVZ
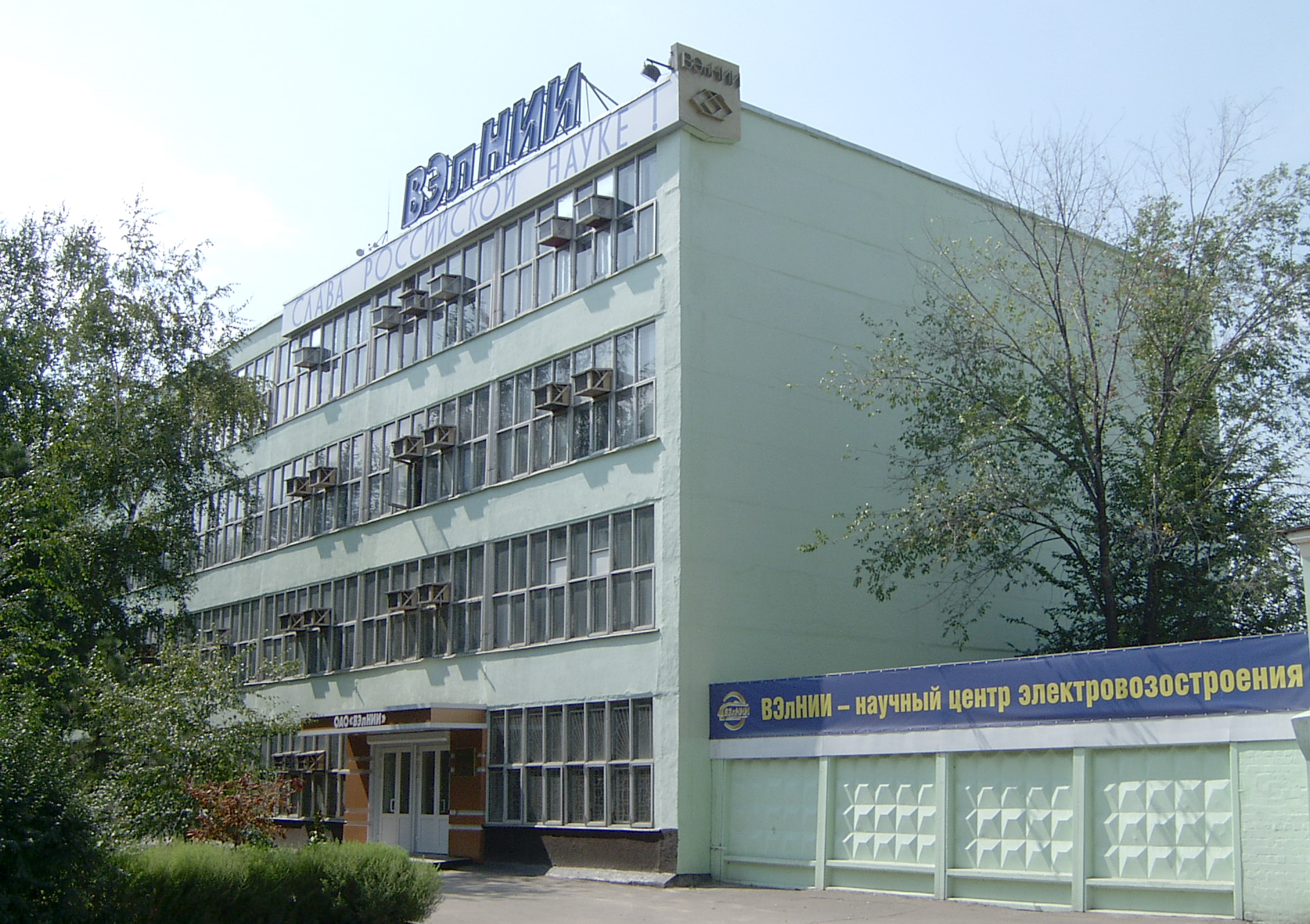
Verwaltungsgebäude VELNII
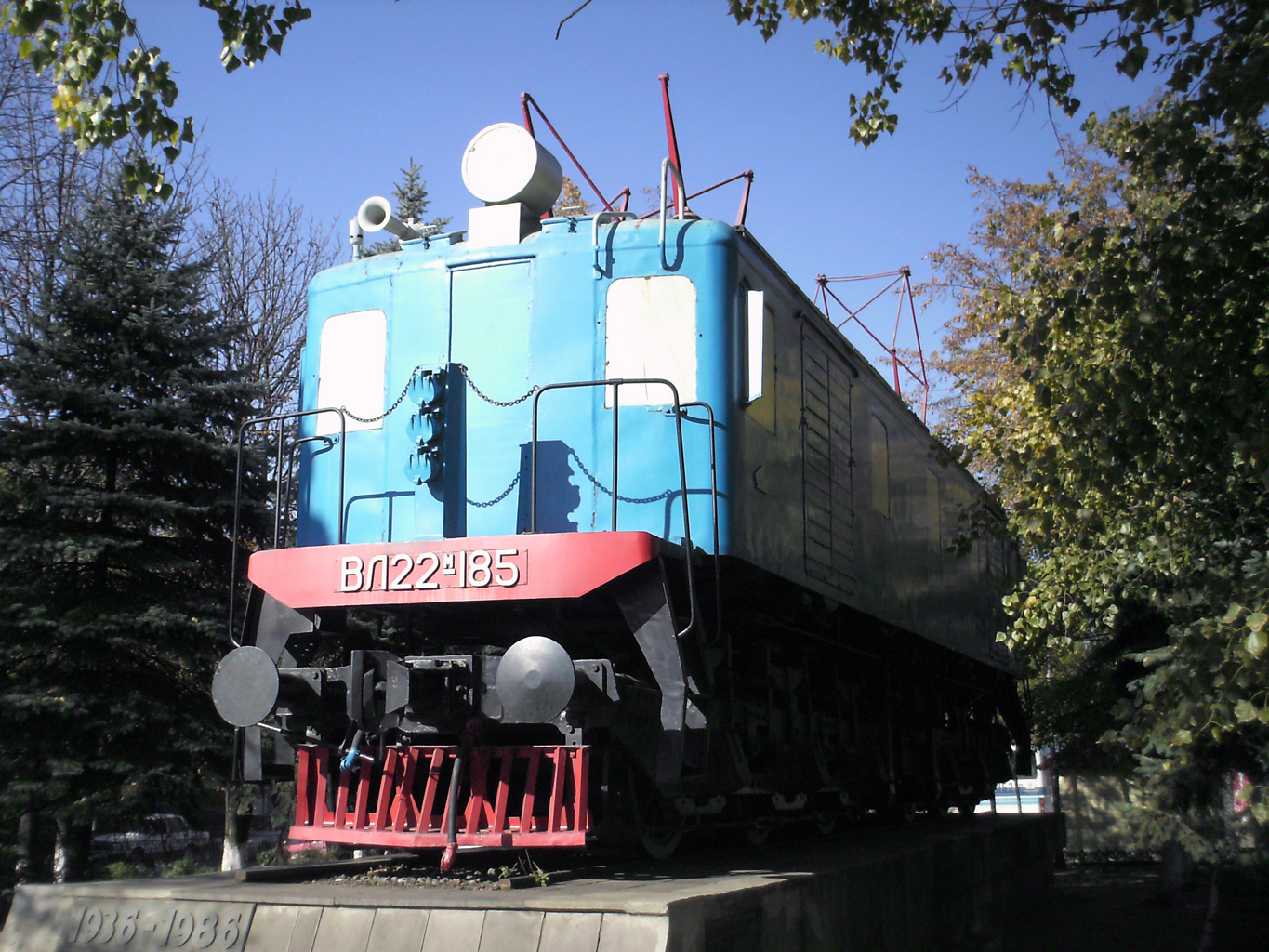
Denkmallok ВЛ22 vor dem Haupteingang
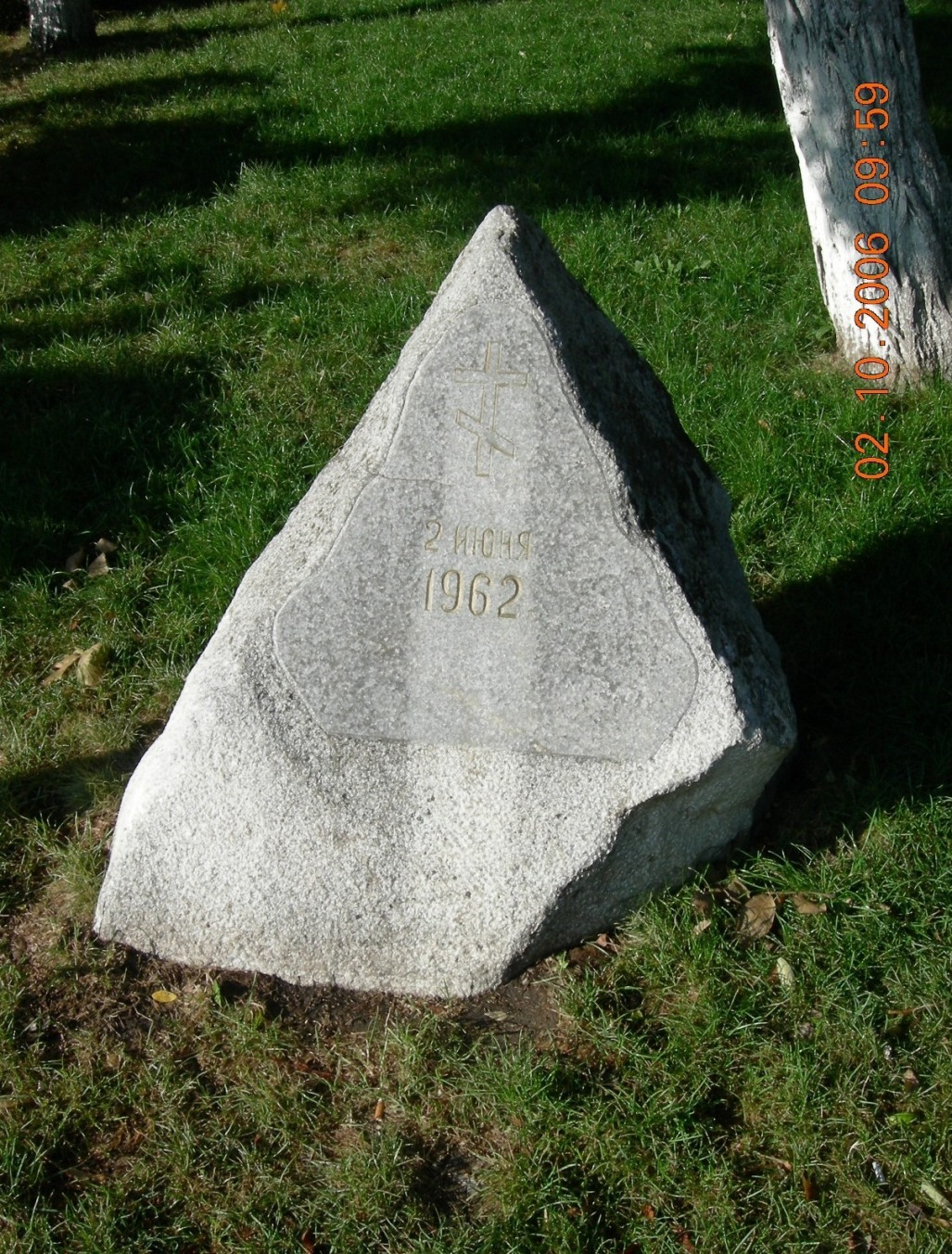
Gedenkstein an den Arbeiteraufstand von 1962
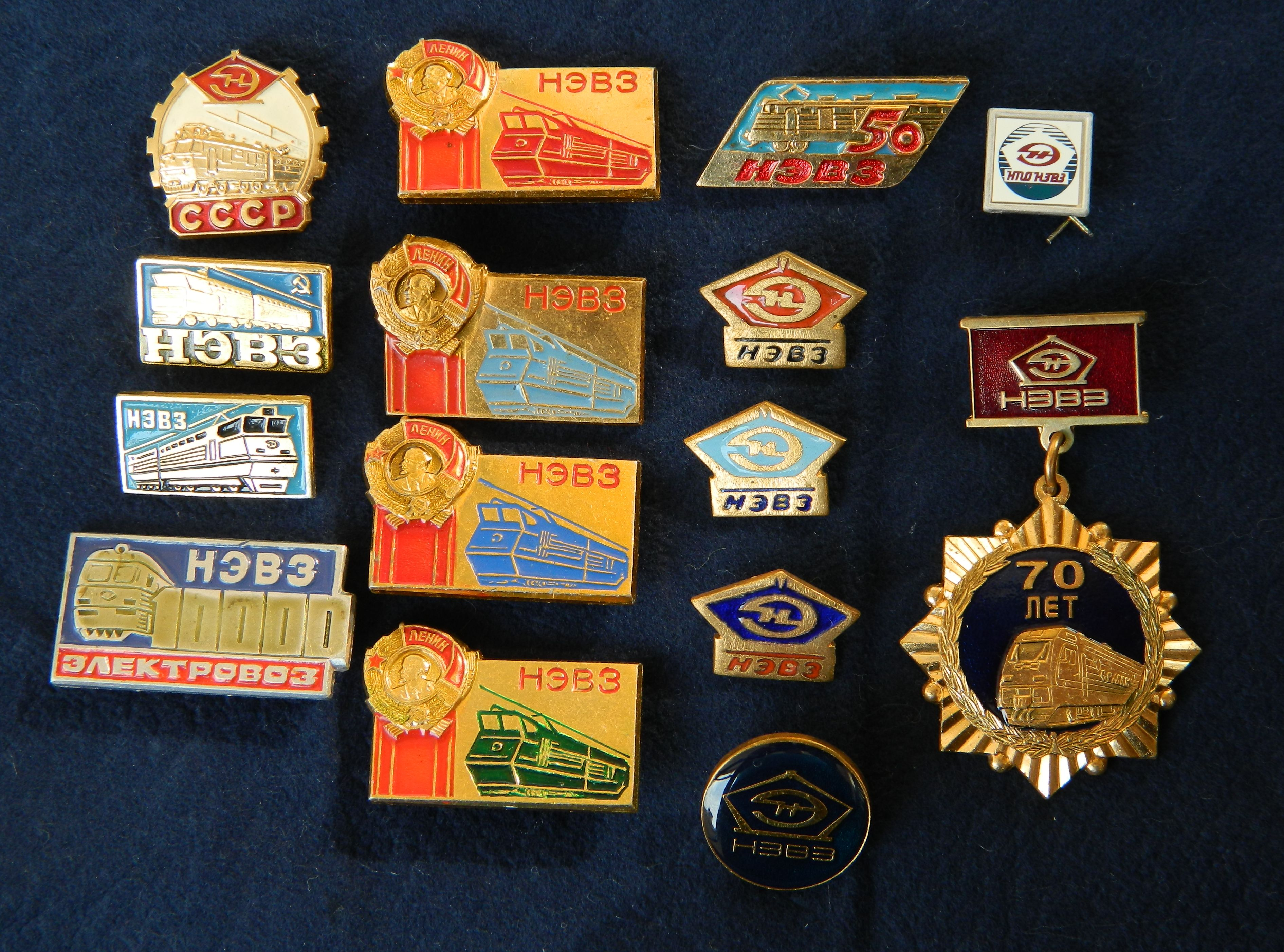
Medaillen und Anstecknadeln von NEVZ